# Bygdedräkter i Karlstad, Väse och Ölme härad

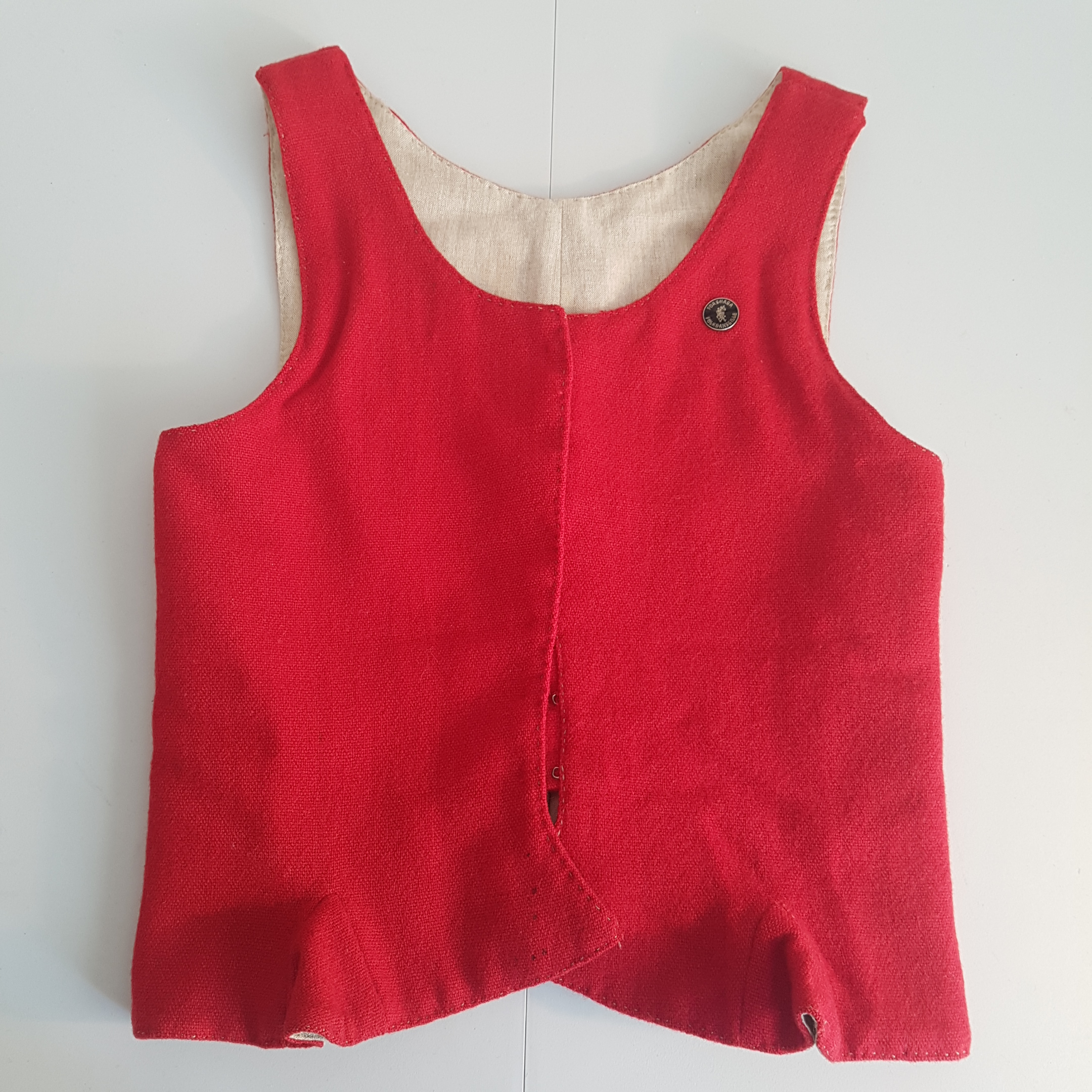
Forshaga-Grava Folk Costume Bodice Front

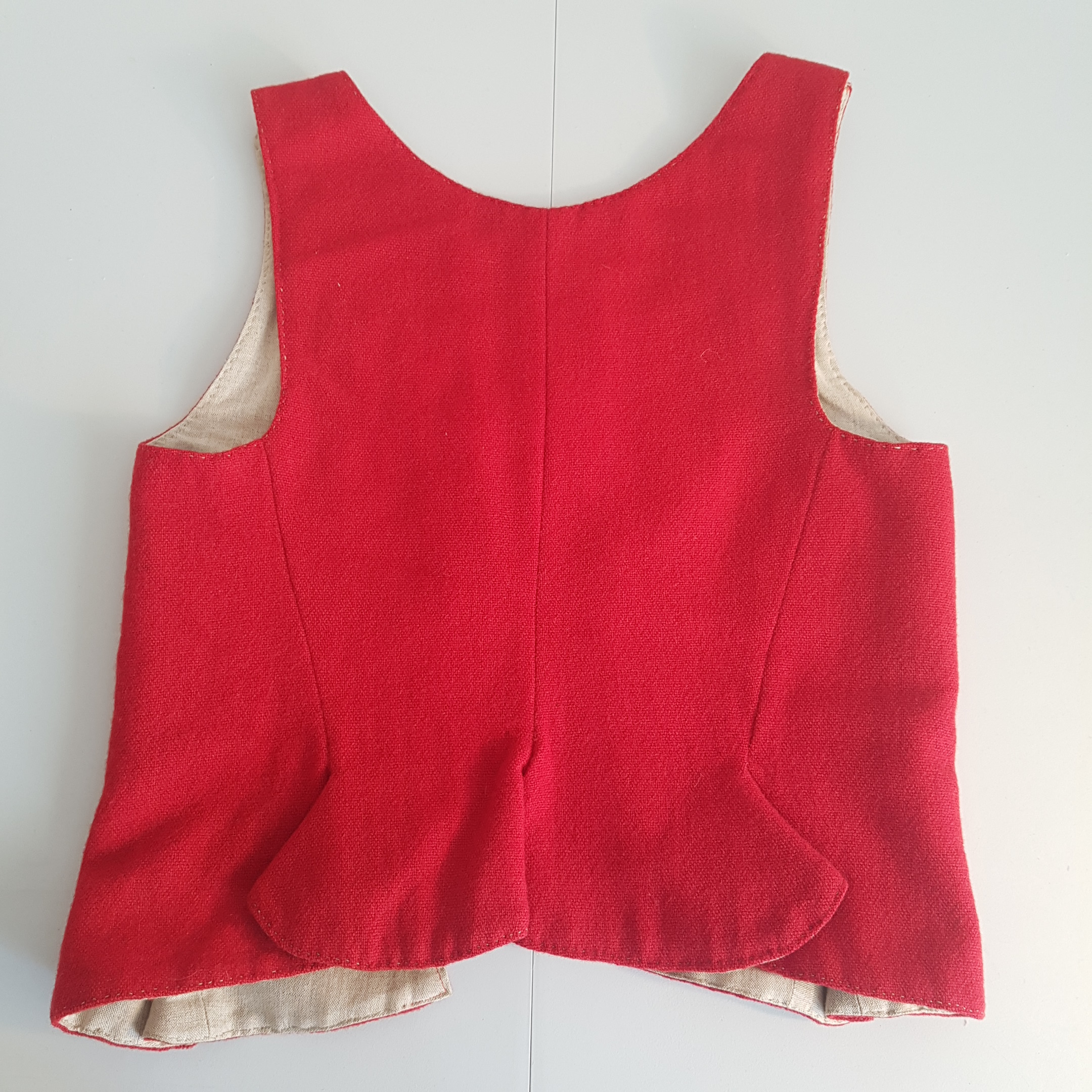
Forshaga-Grava Swedish Folk Costume Bodice Back

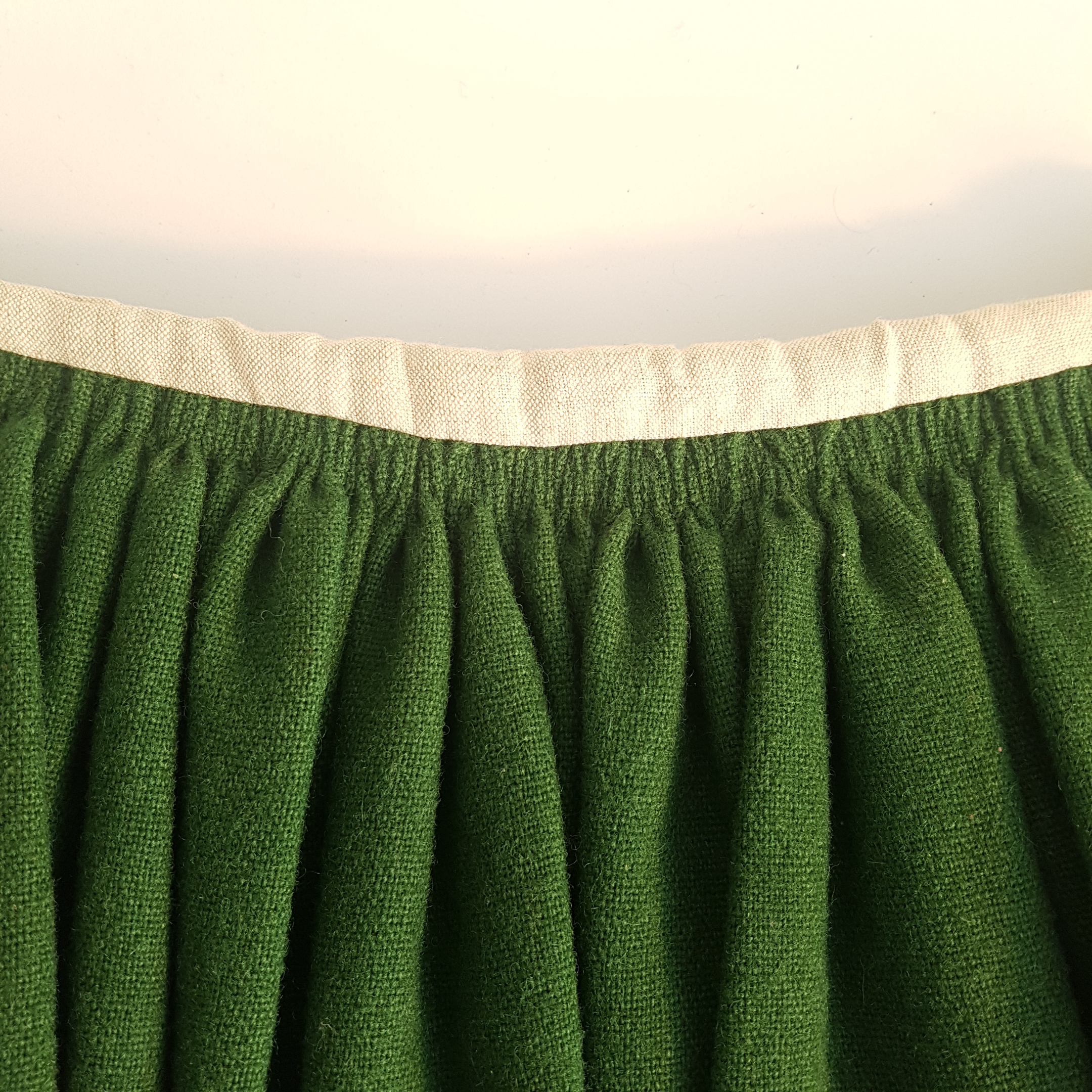
Forshaga-Grava Folk Costume Skirt Detail (waist)

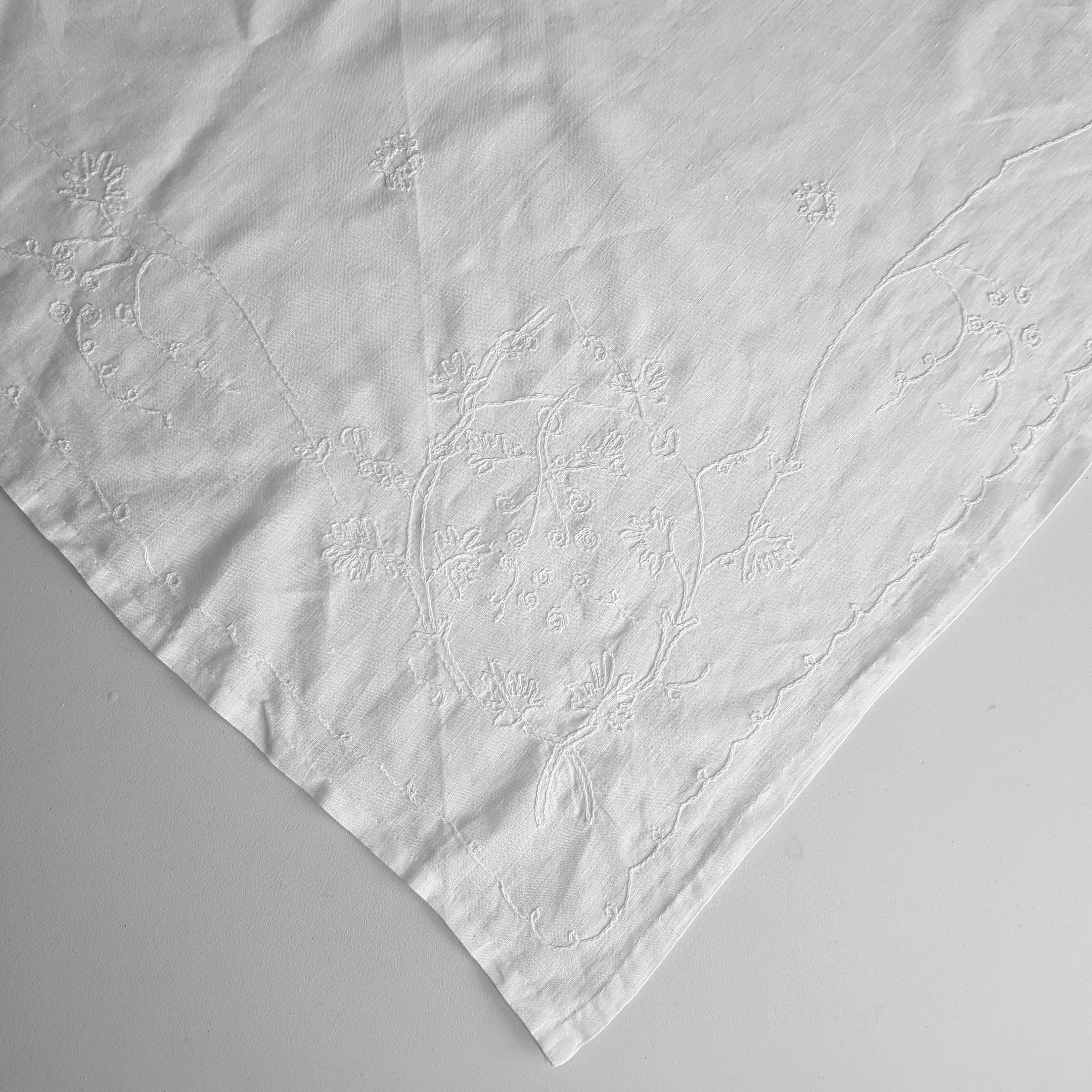
Forshaga-Grava halskläde med broderi (mitt)

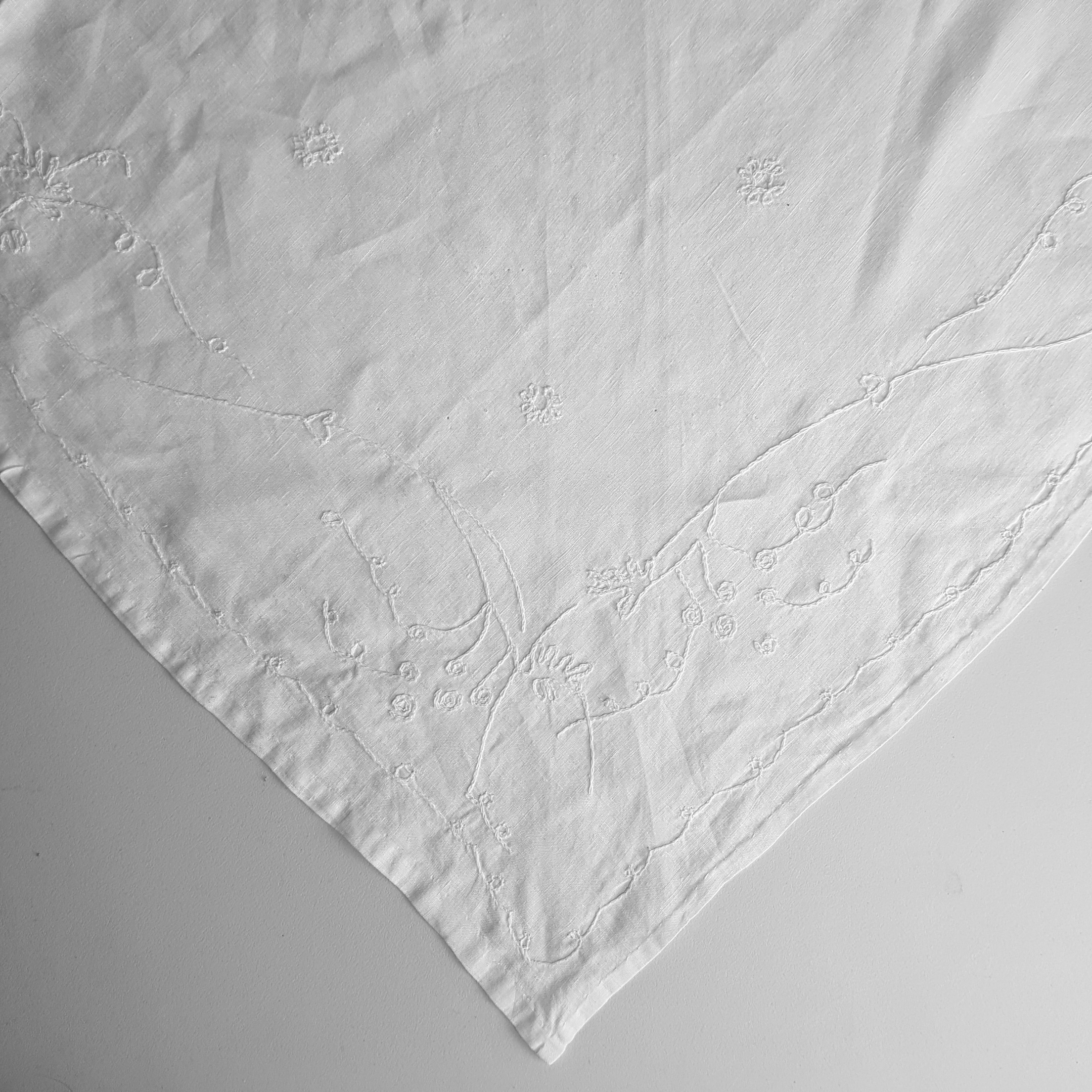
Forshaga-Grava halskläde med broderi (sida)

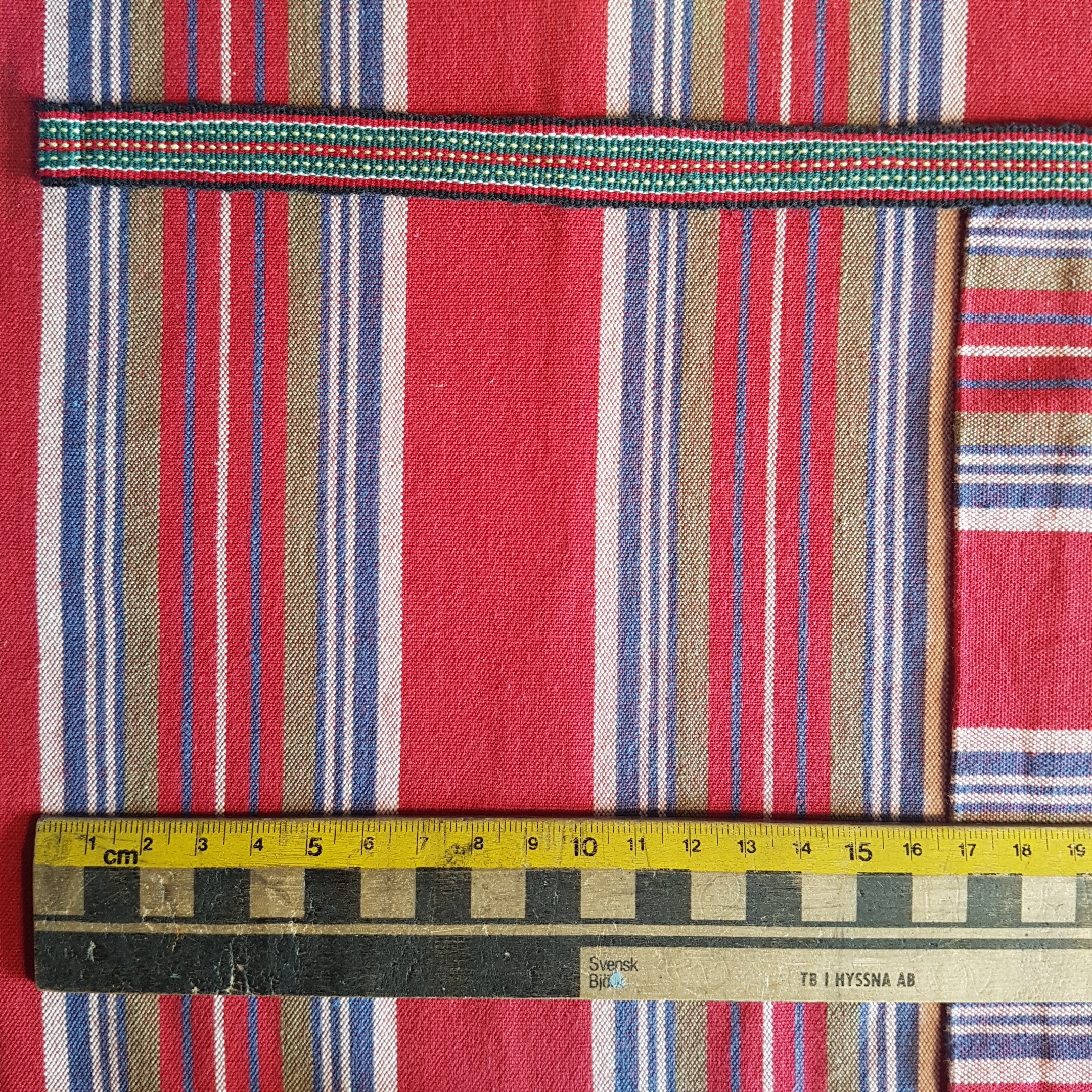
Forshaga-Grava Swedish Folk Costume Apron Weave Pattern

Bygdedräkter i Karlstads härad, Väse härad och Ölme härad.

## Forshaga-Grava
Rekonstruerade dräkter med stöd av spritt material, gamla tygprover, bouppteckningar och Fernows dräktbeskrivning från 1773 . Presenterad 1956 . Initialt använd i Forshaga med adopterad i Grava, som historiskt sett varit samma socken.
| Plaggtyp                  | Beskrivning | Ursprung               |
| ------------------------- | --- | ---------------------- |
| Kjol                      | Grön (mossgrönt ) i tunt hemvävt ylle med rynkning i midjan enligt hemslöjdens standardmodell . Hemvävt band på insidan av fållen . |                        |
| Liv                       | Rött skörtlivstycke |                        |
| Överdel                   | Vitt linne enligt hemslöjdens standardmodell .                                                                                      |                        |
| Förkläde                  | Rödrandigt , varprandad bomull i rött, vitt, blått och grönt enligt hemslöjdens standardmodell .                                    | Enligt äldre lapptäcke |
| Halskläde (högtidsplagg ) | Vitt broderat i blommönster (vitt broderi med tambursöm ) på linnebatist . Efter bevarat plagg .                                    |                        |
| Huvudbonad                | Svart bindmössa med stycke i knypplad spets (sockerudd med spindel ) eller linnehatt .                                              |                        |
| Ytterplagg                | |                        |
| Fotdon                    | Svarta svenskeskor , vita släta yllestrumpor med flätade strumpeband av ullgarn                                                     |                        |

| Plaggtyp   | Beskrivning                                                                                | Ursprung |
| ---------- | ------------------------------------------------------------------------------------------ | -------- |
| Byxor      | Svarta knäbyxor i vadmal med mässingsknappar                                               |          |
| Väst       | Enkelknäppt i grönt/rostrött/vitt (grön bas med inslag av rostfärgat mönster ) grå baksida |          |
| Överdel    | Vit skjorta med högre krage än damernas                                                    |          |
| Halskläde  |                                                                                            |          |
| Huvudbonad | Röd mössa                                                                                  |          |
| Ytterplagg |                                                                                            |          |
| Fotdon     | Vita strumpor Hemvävda knätofsar                                                           |          |

## Hammarö socken
Hammaröbornas dräktskick finns beskrivna av Emanuel Ekman i texten Värmeland, 1765, s 282-283 . Dräkterna (manlig kyrkdräkt, kvinnlig vardags- och kyrkdräkt) är komponerade med utgångspunkt från denna text (här sammanfattad):
Kyrkodräkt herr:blå vadmal (“walmar”) tröja med flikfickor, blå eller gröna tränsar bak, släta ärmar utan uppslag, lång till knäveck med häckter, väst av samma slag m häckter, guld skinnbyxor fästa med remmar vid knäna (få med knappar och knäspännen), flest med vita halsdukar men några svarta, hattar, gula handskar
Kyrkodräkt dam: Svart tröja + kjoll i tyg/ylle, mössa i svart eller andra färger, stycke med spets, vitt halskläde med snibb på ryggen, vitt förkläde, handskar av klipping, vitt kläde i handen
Vardags herr: grå eller blå vadmalströja, skinnförkläde med snöre om halsen fastspänt i rem med sölja på ryggen med längd till mitt på låret, skinnbyxor, ullstrumpor, svenska skor med många tändreckar uti slagna för halkskydd, hatt med 2nd sidor nedslagen
Vardag dam: grå vadmalströja, hemvävd randig kortel svarta/vita/gula/rödbruna ränder, grov cattuns eller tygmössa, solhatt av halm (som skyler ansikten med inte täcker huvudet), svenska skor med samma beslag som herr.
Kyrkdräkten bäras ibland med handkläde och psalmbok .
| Plaggtyp   | Beskrivning | Ursprung                    |
| ---------- | --- | --------------------------- |
| Kjol       | Vardag: randig halvylle , svart eller brunt med ränder i rött/gult/vitt . Rynkad midjan och enligt hemslöjdens standardmodell . Ev blått/gråbrun randig livkjol i modell från 1850-1880 . Kyrk: svart kjol med röd trefläta i nederkant , halvylle dvs oblekt linnevarp med svart ylleinslag. Rynkad i midjan, enligt hemslöjdens standardmodell |                             |
| Liv        | Kyrk/vardag: rött enligt hemslöjdens standardmodell . |                             |
| Överdel    | Linne eller bomull med hålsöm eller mönstervävda band i vitt och rött runt handled liknande ett kvalband , enligt hemslöjdens standardmodell alternativt Jössemodell . Med ärmlinning och halskant . |                             |
| Förkläde   | Vardag: Randigt vitt med röda eller rosa ränder enligt hemslöjdens standardmodell . Eller i bomull svart, blått, vitt , mörkblå botten med ljusare ränder enligt hemslöjdens standardmodell . Kyrk: linnebatist med breda spetsar nedtill och fållad med hålsöm , enligt hemslöjdens standardmodell . Eller i halvlinne , grönt med tryckta röda blomslingor enligt hemslöjdens standardmodell . Eller siden i olika färger                                             |                             |
| Halskläde  | Vardag: Tunt ylle med tryckt mönster handtryckt blommönster i mörkt rött och grönt Kyrk: Linne med breda spetsar/halskläde av siden med riven eller knuten frans och i valfritt färgutförande /vitt yllemuslin med tryckta blommor | Vardagsklädet finns bevarat |
| Huvudbonad | Vardag: Vit linnehatt (enligt hemslöjdens standardmodell ) med spets (samma knyppade spets som förkläde, halskläde och psalmbok ) eller bindmössa i olika färger med stycke i spets . Eller vit huvudduk i bomull med blåa rutor . Kyrk: gul eller olika färger bindmössa med stycke . Eller vit linnehatt (enligt hemslöjdens standardmodell ) med spets (samma knyppade spets som förkläde, halskläde och psalmbok ), samt huvudduk av linnebatist med spets runt om. |                             |
| Ytterplagg | |                             |
| Fotdon     | Svarta tyskeskor , samt svarta släta ullstrumpor med flätade strumpeband av ullgarn . |                             |

| Plaggtyp   | Beskrivning                                                                                                   | Ursprung |
| ---------- | --- | -------- |
| Byxor      | Mörkblå knäbyxor med vävda band eller byxor av sämskskinn                                                     |          |
| Väst       | Vadmal med blå rygg och röda eller grå framstycken med häktor                                                 |          |
| Överdel    | Linne eller bomullskjorta med vävda band                                                                      |          |
| Halskläde  | |          |
| Huvudbonad | Hög kyrkhatt                                                                                                  |          |
| Ytterplagg | Mörkblå långrock med gröna tränsar och grön slå på vänster framstyckes kant . Eller: Mörkblå tröja med häktor |          |
| Fotdon     | Vita stumpor Svarta skor                                                                                      |          |

## DräktområdeÖstra Fågelviks socken,Väse socken,Ölme socken
Kvinnodräkterna: Ölme invigd 1961 , Väse 1969 ,  Ö Fågelvik 1974 . Skiljande är halskläde samt stycke till bindmössa .
Mansdräkten är samma för Ölme, Väse och Ö:a Fågelvik och invigd 1967  dock med olika strumpeband i olika bygder 
Dräkterna är sammanställda med stöd av bouppteckningar  från 1744-1794 . I dessa beskrivs kjolarna som övervägande del randiga, livstycken rödmönstrade, förkläden gröna och strumpor vita . För män dominerade blå färgskala i trakten under 1700-1800-tal. Därför är mansdräkt blå. Samtliga band i dräktområdets dräkter har hittats i Väse .
| Plaggtyp   | Beskrivning                                                                                                 | Ursprung                                                    |
| ---------- | --- | ----------------------------------------------------------- |
| Kjol       | Randig i brunt och grönt, ylle                                                                              | Från Lundsholm Band (hemvävda ) från Nolby, Myrom           |
| Liv        | Blekrött skjörtlivstycke med häktor                                                                         |                                                             |
| Överdel    | | Halslinningsband (hemvävda ) från Glumstorp                 |
| Förkläde   | Viss variation i olika bygder: Ölme - grönt med ranka Ö Fågelvik - grönt Väse - tryckt grönt                | Broderiranka från Backa Band från Nolby, Myrom              |
| Halskläde  | Olika i olika bygder: Ölme - vitt , broderat med ranka Ö Fågelvik - Vit och rödrutigt Väse - Vitt med tryck | Ranka från Backa Ö Fågelvik från Rud Väse från Nolby, Myrom |
| Huvudbonad | Vit hatt av linne eller bindmössa med stycke                                                                | Mössa från Västankärr Väse-stycke från Mossbäcken, Ölmhult  |
| Ytterplagg | Gärna rutiga yllesjalar                                                                                     |                                                             |
| Fotdon     | Vita strumpor                                                                                               |                                                             |

| Plaggtyp   | Beskrivning                                                                  | Ursprung                                                            |
| ---------- | ---------------------------------------------------------------------------- | ------------------------------------------------------------------- |
| Byxor      | Högblått kyprat ylle                                                         |                                                                     |
| Väst       | Högblått kyprat ylle                                                         | Efter gammal prov från Kummelön Knappar och spännen från Västankärr |
| Överdel    | Den dubbelvikt kragens halskrås har samma band som damernas handlinningsband |                                                                     |
| Halskläde  |                                                                              |                                                                     |
| Huvudbonad | Svart felbhatt kan bäras                                                     |                                                                     |
| Ytterplagg | Långrock med ståndkrage och häktor                                           |                                                                     |
| Fotdon     | Olika knäband i olika bygder Ölme - Knäband i rött/blått/svart               | Knäband i rött/blått/svar från Tofta-Hästås.                        |